# Riot!
Pour les articles homonymes, voir Riot.
Albums de Paramore
All We Know Is Falling
(2005) Live in the UK 2008
(2008)
Riot! est le 2e album du groupe Paramore, sorti le 12 juin 2007. Il a été certifié triple disque de platine aux États-Unis, pour trois millions de copies vendues.

## Liste des chansons
Toutes les chansons sont écrites et composées par Hayley Williams & Josh Farro sauf indications supplémentaires.
| No  | Titre                                  | Auteur                          | Durée |
| --- | -------------------------------------- | ------------------------------- | ----- |
| 1.  | For A Pessimist, I'm Pretty Optimistic |                                 | 3:48  |
| 2.  | That's What You Get                    | Williams, Farro & York          | 3:40  |
| 3.  | Hallelujah                             |                                 | 3:24  |
| 4.  | Misery Business                        |                                 | 3:20  |
| 5.  | When it Rains                          | Williams, Farro & Farro         | 3:35  |
| 6.  | Let the Flames Begin                   |                                 | 3:18  |
| 7.  | Miracle                                |                                 | 3:30  |
| 8.  | CrushCrushCrush                        |                                 | 3:09  |
| 9.  | We are Broken                          | Williams, Farro & David Bendeth | 3:38  |
| 10. | Fences                                 | Williams, Farro & David Bendeth | 3:19  |
| 11. | Born for This                          | Williams & York                 | 3:59  |

## Singles
- Le premier single fut Misery Business et fut certifié quadruple disque de platine pour 4 000 000 de copies vendues. Le single est sorti le 18 juillet 2007[1].
- Le second fut Hallelujah qui selon Hayley Williams « est une de leurs plus vieilles chansons ». Le single est sorti le 18 septembre 2007, au Royaume-Uni et en Irlande[2].
- Le troisième fut CrushCrushCrush que la RIAA certifia disque de platine pour 1 000 000 de singles vendus. Le single est sorti le 26 novembre 2007[1].
- Le quatrième fut That's What You Get et fut également certifié disque de platine. Le single est sorti le 24 mars 2008[1].

## Certifications
| Pays                    | Certification |
| ----------------------- | ------------- |
| Australie (ARIA)        | Or            |
| Canada (Music Canada)   | Or            |
| États-Unis (RIAA)       | 3 × Platine   |
| Nouvelle-Zélande (RMNZ) | Or            |
| Royaume-Uni (BPI)       | Platine       |